# Funilândia
Funilândia är en kommun i Brasilien.   Den ligger i delstaten Minas Gerais, i den sydöstra delen av landet, 600 km sydost om huvudstaden Brasília. Antalet invånare är 3 854.
Omgivningarna runt Funilândia är huvudsakligen savann. Runt Funilândia är det ganska tätbefolkat, med 78 invånare per kvadratkilometer.